# Lista över länsvägar i Jönköpings län
Detta är en lista över länsvägar i Jönköpings län. 
Numren på de övriga länsvägarna (500 och uppåt) är unika per län, vilket innebär att vägar i olika län kan ha samma nummer. För att hålla isär dem sätts länsbokstaven framför numret.
Rv är för riksvägar. Länsvägar inom länet, även primära, redovisas här utan F. 5004 är en led genom tätorten Jönköping.

## Primära länsvägar 100–499
| Väg    | Sträckning |
| ------ | --- |
| 125    | (Kalmar-) Kronobergs läns gräns vid Hultanäs-Vetlanda (tpl Vetlanda östra) (47) |
| 127    | Värnamo (tpl Värnamo norra) (E4, E4.17)-Boda (30) -Vrigstad (30)-Sävsjö (128)-Vetlanda (cpl Vetlanda västra) (31, 47) |
| 128    | Sävsjö (127)-Stensjön (cpl 860)-Stensjön (tpl Stensjön) (31.02)-Broarp (40) |
| 129    | Mariannelund (40)-Kalmar läns gräns vid Stenkulla (-Slätten) |
| 131    | Östergötlands läns gräns vid Ramsmåla-Sjöarp (1053)-Tranås (cpl, 1012)-Tranås (tpl Tranås norra) (32, 1009). Genomfart Tranås: Ydrevägen-Mjölbyvägen-Holavedsvägen                                                                                               |
| 132    | Huskvarna (tpl Huskvarna södra) (E4, 943.01)-Huskvarna (132.01, 993)-Stensholm (cpl 944, 985)-Aneby (961, 971, 967.01)-Bredestads k:a (32, 1046). Genomfart Huskvarna: Grännavägen- Kruthusgatan-Sylviagatan-Ådalsvägen                                          |
| 132.01 | Huskvarna förbindelseväg mellan (132) och (tpl Huskvarna norra) (E4, 993). Genom Huskvarna: Grännavägen. |
| 133    | Gränna (tpl Gränna) (E4, 993)-Adelövs marknadsplats (998)-Gripenberg (1007, 982, 1007)-Säby (32)-Tranås |
| 134    | Eksjö-Norrlunda (32)-Östergötlands läns gräns vid Hesterslid (-Kisa) |
| 151    | Värnamo (tpl Nöbbele) (27, 606)-Värnamo (E4.17)-Värnamo (846)-Hillerstorp (cpl Hillerstorp) (152)-Gnosjö (631.01, 631, 623)-Vik (26, 592). Genomfart Värnamo: Malmövägen-Lagastigen-Jönköpingsvägen.                                                             |
| 152    | Bredaryd (cpl 153, 500)-Bredaryd (tpl Bredaryd)(27)-Hillerstorp (cpl Hillerstorp) (151)--Skillingaryd (tpl Skillingaryd södra) (E.4, 806, 846.05) |
| 153    | (Varberg-) Hallands läns gräns vid Hökabäck-Skeppshult (26)-Smålandsstenar (cpl 26)-Reftele (cpl Reftele) (545, 599)-Bredaryd (cpl 152, 500)-Bredaryd (cpl Bredaryd) (27)-Värnamo (tpl Sörsjö) (561)-Värnamo (tpl Mossle) (558)-Värnamo (tpl Nöbbele) (151, 606) |
| 156    | Västra Götalands läns gräns vid Portesbo-Norra Unnaryds K:a (652)-Norra Unnaryd (26) |
| 185    | Bottnaryd (40, 671, 674)-Mullsjö (cpl 26,47, 1789) |
| 195    | Månseryd (tpl Månseryd) (26, 47, 653)-Prinsfors (679.01)-Bankeryd (670)-Domsand (tpl Domsand)-Kärnekulla (cpl 1819)-Västra Götalands läns gräns vid Henebacken (-Hjo)                                                                                            |
| 195.01 | Förbindelseväg mellan södra och norra anslutningen till väg 195 i trafikplats Fiskebäck (195) |

## 500–599
- Länsväg F 500: Hallands läns gräns vid Stengårdshult (N 889) – Kållerstad (545) – Lurabo (548) – Ås (515) – Draftinge (549) – Bredaryd (cirkulationsplats 152, 153)
- Länsväg F 515: Hallands läns gräns vid Virhult (N 870) – Kvinnelsbo (516) – Hultet (518) – Sporda (547) – Sunnerås (550) – Ås kyrka (553, 548) – Ås (500) – Reftele (153)
- Länsväg F 516: Hallands läns gräns vid Ugglebo (N 887) – Kvinnelsbo (515)
- Länsväg F 518: Hultet (515) – Sunnaryd – färja Sunnaryd-Bolmsö över sjön Bolmen – Kronobergs läns gräns vid Bolmsö (G 555)
- Länsväg F 519: Kronobergs läns gräns vid Torpet (G 567) – Dannäs kyrka (550) – Törnestorp (558) – Åreved (561) – Forsheda (553) – Forsheda (Rv27, 153)
- Länsväg F 519.01: grenväg mot Värnamo i Forsheda (Rv27, 153): Storgatan
- Länsväg F 519.02: grenväg mot Fänestad i Forsheda (Rv27, 153): Storgatan
- Länsväg F 525: Hallands läns gräns norr Landeryd (N 731) – Broaryd (575, 153)
- Länsväg F 526: Hallands läns gräns vid S Kindhult (N 722) – Tunnerbohult (531) – Lyckorna (527)
- Länsväg F 527: Hallands läns gräns vid Åhylte (N 723) – Gryteryd (529) – Lyckorna (526) – S Hestra (575, 153)
- Länsväg F 528: Hallands läns gräns vid Skogsgärde (N 724) – Eldshestra (529)
- Länsväg F 529: Gryteryd (527) – Eldshestra (528) – Hökabäck (153)
- Länsväg F 531: Hallands läns gräns vid Möcklehult (N 732) – Tunnerbohult (526)
- Länsväg F 535: Hallands läns gräns vid Vimmelstorp (N 882) – Nöbbele (546.01, 153)
- Länsväg F 540: Skeppshult (Rv26) – Ö Kalset (541) – Fållinge (153)
- Länsväg F 541: Ö Kalset (540) – Hallands läns gräns vid Käringanäs (N 884)
- Länsväg F 542: Hallands läns gräns vid Gunnalt (N 876) – Kullabo (543)
- Länsväg F 543: Hallands läns gräns vid Staffansbo (N 885) – Kullabo (542) – Fågelhult (544) – Kållerstad (545)
- Länsväg F 544: Fågelhult (543) – Hensjö (545)
- Länsväg F 545: Kållerstad (500, 545.01, 543) – Hensjö (544) – S Reftele (546) – Reftele (cirkulationsplats 153, 599)
- Länsväg F 545.01: väg till och förbi Kållerstad kyrka (545)
- Länsväg F 546: Segerstads lantmannaskola – Nöbbele (546.01) – S Reftele (545)
- Länsväg F 546.01: Nöbbele förbindelseväg mellan (535) och (546)
- Länsväg F 547: Hallands läns gräns vid Tottebo (N 888) – Sporda (515)
- Länsväg F 548: Lurabo (500) – Ås kyrka (515)
- Länsväg F 549: Draftinge (500) – Hamra (549.01, 153)
- Länsväg F 549.01: Hamra förbindelseväg mellan (549) och (153) mot Bredaryd
- Länsväg F 550: Sunnerås (515) – Åbo (552) – Hjälmaryd (551, 554) – Dannäs kyrka (519)
- Länsväg F 551: Hjälmaryd (550) – Toftnäs
- Länsväg F 552: Åbo (550) – Slättö (553)
- Länsväg F 553: Ås kyrka (515) – Slättö (552, 555) – Forsheda (556, 519)
- Länsväg F 554: Hjälmaryd (550) – Torskinge (555, 556)
- Länsväg F 555: Slättö (553) – Torskinge (556)
- Länsväg F 556: Torskinge (555) – Forsheda (553)
- Länsväg F 557: Kronobergs läns gräns vid L Ryd (G 559) – Kvarngården (558)
- Länsväg F 558: Törnestorp (519) – Kvarngården (557) – Hångers kyrka (559) – Nybygget (560) – Värnamo (trafikplats Mossle) (Rv27, 153)
- Länsväg F 559: Hångers kyrka (558) – Hånger. Genom Hånger: Värnamovägen
- Länsväg F 560: Ringsberg (558) – Hörntorpet (561)
- Länsväg F 561: Åreved (519) – Åminne gård – Hörntorpet (560) – Hökhult (562) – Värnamo (trafikplats Sörsjö) (Rv27, 153). Genomfart Värnamo Halmstadsvägen – Bangårdsgatan – Lagastigen. Värnamo kommun väghållare.
- Länsväg F 562: Hökhult (561) – Kärda järnvägsstation (563) – Skärakull (Rv27, 153)
- Länsväg F 563: väg till Kärda järnvägsstation (562)
- Länsväg F 569: väg genom Skeppshult (153, Rv26)
- Länsväg F 570: Fosterhult (153) – Sandvik (571)
- Länsväg F 571: Sandviks kyrka – Sandvik (570) – Lida (572)
- Länsväg F 572: S Hestra (153) – Lida (571) – Burseryd (576) – Burseryds järnvägsstation (578) – Burseryds kyrka (580) – N Långhult (579) – Arnåsholm (581) – Bosebo (583) – Mångarebo (585)
- Länsväg F 573: väg till och förbi S Hestra kyrka (575, 575)
- Länsväg F 574: Broaryd (153) – Åtterås (576)
- Länsväg F 575: S Hestra (527, 573, 573) – Broaryd (525)
- Länsväg F 576: Burseryd (572) – Åtterås (574) – Smålandsstenar (cirkulationsplats, Rv26, 153)
- Länsväg F 577: väg till Smålandsstenars järnvägsstation (153)
- Länsväg F 578: Burseryd (572) – Västra Götalands läns gräns vid Bäck (O 1567)
- Länsväg F 579: Västra Götalands läns gräns vid Björkebo (O 1569) – N Långhult (572)
- Länsväg F 580: Burseryds kyrka (572) – Götsbo – Näset – Villstad (Rv26, 596)
- Länsväg F 581: Villstad (Rv26) – Kruvebo (582) – Arnåsholm (572)
- Länsväg F 582: Kruvebo (581) – Gislaved (trafikplats Gislaved södra) (585, Rv26) – Gislaved (cirkulationsplats)
- Länsväg F 583: Västra Götalands läns gräns vid Ingegärdebo (O 1568) – Börtebohult (584) – Bosebo (572)
- Länsväg F 584: Västra Götalands läns gräns vid Gräskelid (O 1575) – Börtebohult (583)
- Länsväg F 585: Västra Götalands läns gräns vid Mölnehult (O 1577) – Mångarebo (572) – Våthults kyrka (586) – Gislaved (trafikplats Gislaved södra) (582)
- Länsväg F 586: Våthults kyrka (585) – Ödegärde (Rv27) – Bårarydsby (Rv26)
- Länsväg F 588: Norlida (Rv26) – Flahult (589) – N Hestra kyrka (588.01) – Hestra (588.02, 592) – Kroksjön (594) – Skärsjön (Rv26)
- Länsväg F 588.01: väg till N Hestra kyrka (588)
- Länsväg F 588.02: väg till Hestra järnvägsstation (588)
- Länsväg F 589: Västra Götalands läns gräns vid Skyås (O 1586) – Flahult (588)
- Länsväg F 591: Västra Götalands läns gräns vid Kättesjö (O 1592) – Öreryd (591.01, Rv26)
- Länsväg F 591.01: Öreryd förbindelseväg mellan (591) och (Rv26) mot N Unnaryd
- Länsväg F 592: Vik (Rv26, 151) – Hestra (588)
- Länsväg F 593: Västra Götalands läns gräns vid Äspås (O 1591) – Kroksjön (594)
- Länsväg F 594: Västra Götalands läns gräns vid Spångasjön (O 1595) – Kroksjön (593, 588)
- Länsväg F 595: Nöbbele (153) – Reftele kyrka (598)
- Länsväg F 596: Villstad (Rv26) – Vä (598)
- Länsväg F 597: Nennesmo (598) – Anderstorp (Rv27)
- Länsväg F 598: Reftele (cirkulationsplats 599) – Reftele kyrka (595) – Vä (596) – Nennesmo (597) – Gislaved (Rv27)
- Länsväg F 599: Reftele (cirkulationsplats 153) – S Tånghult (Rv27)

## 600–699
- Länsväg F 602: Eskilstorp (Rv27) – Kärvaryd (621)
- Länsväg F 603: Brotorpet (604) – Tokarp (621).Gislaveds kommun väghållare
- Länsväg F 604: Anderstorp (Rv27) – Anderstorp (610) – Brotorpet (603) – Gnosjö kyrka (622) – Kulltorpskrysset (623.01) – Marås (151)
- Länsväg F 606: Kronobergs läns gräns vid Toftanäs (G 563) – Värnamo (trafikplats Nöbbele) (Rv27, 151, 153)
- Länsväg F 609: Sandseryd (658) – Jönköpings flygplats jämte vändplats
- Länsväg F 610: Anderstorp (604) – Hagelstorp (611, 611) – Nissafors järnvägsstation (613) – Källeryd (151) – Hammarsjön (Rv26)
- Länsväg F 611: Båraryd (Rv26) – Gynnås (151)
- Länsväg F 612: Gynnås (151) – Götarp (623) – Åsenhöga (636)
- Länsväg F 613: väg till Källeryds kyrka (610)
- Länsväg F 618: Forsheda (Rv27, 153) – Buabo (619)
- Länsväg F 619: Kärda (Rv27, 153) – Buabo (618) – Tyngelsmosse (152)
- Länsväg F 621: Tokarp (Anderstorp) – Kärvaryd (602) – Kallset (622) – Kulltorp (152). Genomfart Ågatan: mellan Tokarp (Anderstorp) (621) och väg 604,Gislaveds kommun väghållare.
- Länsväg F 622: Kallset (621) – Gnosjö kyrka (604)
- Länsväg F 623: Viborg (152) – Gnosjö (cirkulationsplats 631.01) – Gnosjö (151) – Götarp (612) – Kramphult (636)
- Länsväg F 623.01 151 (Järnvägsgatan – Smedjegatan,Götarpsvägen). Gnosjö kommun väghållare.
- Länsväg F 628: Marås (151) – Skärvhult (636)
- Länsväg F 631: Gnosjö (631.01) – Åsenhöga kyrka (636)
- Länsväg F 631.01: Gnosjö förbindelseväg mellan (cirkulationsplats 623) och (151) mot Hillerstorp. Järnvägsgatan – väg 631, Gnosjö kommun väghållare.
- Länsväg F 632: väg utmed nordöstra sidan av Gnosjö bangård (631.01, 623). Gnosjö kommun väghållare.
- Länsväg F 634: Malmbron (846) – Karsö – enskild väg mot Högalund – Stråkeved (635)
- Länsväg F 635: Uppebo (152) – Stråkeved (634) – Nässja (637) – Klevshult (638)
- Länsväg F 636: Uppebo (152) – Marieholmsbruk (648) – Skärvhult (628) – Åsenhöga kyrka (631, 639) – Åsenhöga (612) – östra anslutning av enskild väg mot Ekhult – Kramphult (623) – västra anslutning av enskild väg mot Ekhult – Ulvestorps by – Alabostock (640)
- Länsväg F 637: Nässja (635) – Galtås (638)
- Länsväg F 638: Klevshult (846) – Galtås (637) – Åker (152) – Nyholm (640) – Palsbo (651)
- Länsväg F 639: Åsenhöga kyrka (636) – Hestra (norr Åsenhöga) – Tranhult (640)
- Länsväg F 640: Öreryd (Rv26) – Alabostock (636) – Alabo (642) – Valdshult kyrka (643) – Virvhult (644) – Tranhult (639) – Nyholm (638) – Skillingaryd (846). Genom Skillingaryd: Valdshultsvägen – Nya Åkersvägen – Sturegatan. Delen väg 846 – strax väster om gräns för detaljplanelagt område. Vaggeryds kommun väghållare.
- Länsväg F 642: Alabo (640) – Gunnarsbo åbro (643) – Gunnarsbo (651)
- Länsväg F 643: Valdshult kyrka (640) – Gunnarsbo åbro (642)
- Länsväg F 644: Virvhult (640) – Styrshult (651)
- Länsväg F 645: Skillingaryd (846) – Boda (654, 654) – Förborgen (846). Delen väg 846 – gräns för detaljplanelagt område i Skillingaryd. Vaggeryds kommun väghållare. Delen väg 654 – väg 846 norr om Vaggeryds tätort. Vaggeryds kommun väghållare.
- Länsväg F 647: Skog (654) – Lundavadet (649) – Bratteborg (650) – Kolarebygget (846)
- Länsväg F 648: Kävsjö (151) – Åbo (152) – Marieholms bruk (636)
- Länsväg F 649: Byarum (846) – Lundavadet (647)
- Länsväg F 650: Bratteborg (647) – Månsarp (651, 659). Genom Månsarp: Vaggerydsvägen. Jönköpings kommun väghållare
- Länsväg F 651: N Unnaryd (Rv26) – Gunnarsbo (642) – Styrshult (644) – Palsbo (638) – Bondstorp kyrka (654, 654) – Bäck (655) – Månsarp (650, 659). Genom Månsarp:Bondstorpsvägen Jönköpings kommun väghållare.
- Länsväg F 652: Västra Götalands läns gräns vid Kärr (O 1733) – N Unnaryds kyrka (156)
- Länsväg F 653: Månseryd (trafikplats Månseryd) (Rv47, 195) – Månseryd (677, 687) – Kortebo (670)
- Länsväg F 654: Laggen (Rv26) – Bondstorps kyrka (651, 651) – Skog (647) – Boda (645, 645) – Vaggeryd (846). Genom Vaggeryd: Bondstorpsvägen. Delen 645 – 846, Vaggeryds kommun väghållare.
- Länsväg F 655: Bäck (651) – Ekåsen (656) – Sevdabo (658)
- Länsväg F 656: Ekåsen (655) – Angerdshestra (657) – Munkabo (658) – Gagnaryd (662) – Knutshult (Rv40)
- Länsväg F 657: Angerdshestra (656) – Yås (658) – Stigaryds Mo (Rv26) – Mulseryd (666)
- Länsväg F 658: Röksberg (Rv26) – Yås (657) – Munkabo (656) – Sevdabo (655) – Röde Påle (662) – Sandseryd (665) – Sandseryd (609) – trafikplats Hedenstorp (Rv26, Rv40, Rv47)
- Länsväg F 659: Månsarp (650, 651) – Taberg (661, 660, 662) – Norrahammar (663) – Hovslätt (665) – Jönköping (trafikplats Råslätt) (846)
- Länsväg F 660: väg till Tabergs järnvägsstation (659). Jönköpings kommun väghållare.
- Länsväg F 661: Taberg (659) – V Torsvik (663) – Torsvik (trafikplats Torsvik) (E4) – Barnarp (846). Jönköpings kommun väghållare.
- Länsväg F 662: Gagnaryd (656) – Röde Påle (658) – Taberg (659). Genom Taberg: Nissanvägen. Jönköpings kommun väghållare.
- Länsväg F 663: V Torsvik (661) – Norrahammar (659). Jönköpings kommun väghållare.
- Länsväg F 664: Råslätt (846) – Hovslätt (659). Jönköpings kommun väghållare
- Länsväg F 665: Sandseryd (658) – Hovslätt (659). Genom Hovslätt: Lidstorpsvägen. Jönköpings kommun väghållare.
- Länsväg F 666: Västra Götalands läns gräns vid Mörkö (O 1700) – Elsabo (667) – Mulseryd (657) – Ryd (668) – Gunillaberg (Rv40)
- Länsväg F 667: Västra Götalands läns gräns vid Vägabo (O 1731) – Elsabo (666)
- Länsväg F 668: Ryd (666) – Ryd (Rv26)
- Länsväg F 669: Klerebo (Rv40) – 1 km norr om Klerebo – St Löckna – Svansö (672) – Målskog
- Länsväg F 670: Jönköping (683, 676, 685) – Kortebo (653) – Granbäck (680) – Trånghalla (681) – Bankeryd (682, 677) – Bankeryd (195). Genom Jönköping: Kungsgatan – Junegatan – Kortebovägen. Jönköpings kommun väghållare. Bankeryd: Kortebovägen. Jönköpings kommun väghållare.
- Länsväg F 671: Bottnaryd (185) – Tokebo (672) – Bjurbäck (1782) – Munkebo (1783, 1784) – Nyhem (185)
- Länsväg F 672: Svansö (669) – Tokebo (671)
- Länsväg F 673: Mariebo (683) – Åsen (673.01, 673.02) – Axamo (684, Rv40). Genom Jönköping: Åsenvägen. Jönköpings kommun väghållare.
- Länsväg F 673.01: Åsen förbindelseväg mellan (Rv26, Rv47) och (673) i trafikplats Åsen
- Länsväg F 673.02: Åsen förbindelseväg mellan (Rv26, Rv47) och (673) i trafikplats Åsen
- Länsväg F 674: Bottnaryd (185) – Rud (675) – Karthagen (Rv47)
- Länsväg F 675: Rud (674) – enskild väg mot Älgafall – Knutshult (Rv40)
- Länsväg F 676: Jönköping (670, 5004) – Klämmestorp (684) – Björneberg (685). Genom Jönköping: Dunkehallavägen. Jönköpings kommun väghållare.
- Länsväg F 677: Månseryd (653) – Prinseryd (680) – Prinsfors (679) – Bankeryd (682, 670). Genom Bankeryd: Björnebergsvägen. Jönköpings kommun väghållare.
- Länsväg F 678: Flaskebo (Rv26, Rv47) – Klerebo (679) – Habo kyrka (1815) – bro över Höksån
- Länsväg F 679: Sjövik (Rv47) – Klerebo (678) – Prinsfors (679.01, 677)
- Länsväg F 679.01: Prinsfors förbindelseväg mellan (195) och (679)
- Länsväg F 680: Granbäck (670) – Prinseryd (677)
- Länsväg F 681: väg till Trånghalla (670). Jönköpings kommun väghållare.
- Länsväg F 682: Bankeryd (677) – Bankeryd (670) – Bankeryds järnvägsstation. Genom Bankeryd: Attarpsvägen – Sjöåkravägen – Industrigatan – Järnvägsgatan. Jönköpings kommun väghållare.
- Länsväg F 683: Jönköping (E4.01, 670) – Mariebo (673) – Klämmestorp (Rv47). Genom Jönköping: Kungsgatan – Åsenvägen – Klockarpsvägen. Jönköpings kommun väghållare.
- Länsväg F 684: Axamo (673) – Klämmestorp (676)
- Länsväg F 685: Risbro (Rv26, Rv47) – Skirebo (686) – Tokeryd (687) – Björneberg (676) – Jönköping (670). Genom Jönköping: Björnebergsvägen Jönköpings kommun väghållare.
- Länsväg F 686: Skirebo (685) – Sjövik (Rv26, Rv47)
- Länsväg F 687: Tokeryd (685) – Månseryd (653)
- Länsväg F 688: Hårlanda (Rv26) – V Jära (Rv40)
- Länsväg F 689: Aspefälla (Rv27) – Sölaryd (712) – Bor (714)
- Länsväg F 690: Kronobergs läns gräns vid Hyalt (G 626) – Tostarp – Torp (691)
- Länsväg F 691: Kronobergs läns gräns vid Fylleskog (G 622) – Torp (690) – Kungsholmen (734)
- Länsväg F 692: Kronobergs läns gräns vid Malaberg (G 624) – Malaberg (Rv25) – Nederled (734)
- Länsväg F 693: Kronobergs läns gräns vid Yxkullsund (G 625) – Slättebrohult (734)
- Länsväg F 694: Tånnö (606) – Voxtorps kyrka (Rv27)
- Länsväg F 696: Nederled (734) – Rydaholms kyrka (697)
- Länsväg F 697: Rydaholm (698, 734) – Rydaholms kyrka (696) – Upplid (Rv27). Genom Rydaholm: Kyrkvägen
- Länsväg F 698: Rydaholm (734, 697) – Rydaholm (trafikplats Rydaholm) (Rv27) – Rydaholm (701) – Kronobergs läns gräns vid Mistelås (G 746). Genom Rydaholm: V Storgatan – Östra Storgatan

## 700–799
- Länsväg F 701: Rydaholm (698) – Lökaryd (702) – Kolvarp (707) – Horda (709) Genom Rydaholm: Industrigatan Genom Horda: Järnvägsgatan
- Länsväg F 702: Upplid (Rv27) – Lökaryd (701)
- Länsväg F 703: L Os (734) – Löpaskog (Rv27)
- Länsväg F 704: Slättebrohult (734) – Horda (Rv27)
- Länsväg F 707: Kolvarp (701) – Skaftarp (710) – Högakull (711) – Gällaryd (714) – Gripenberg (719) – Os (723, 723) – Brunstorp (726) – Dalskog (127)
- Länsväg F 708: Skaftarp – Tuddabo
- Länsväg F 709: Horda (Rv27, 701) – Långstorp (710) – Värmeshult (712) – Ekeberg (714)
- Länsväg F 710: Långstorp (709) – 520 meter öster om Långstorp – korsningen med enskilda vägen F 38 U – Skaftarp (707)
- Länsväg F 711: Kronobergs läns gräns vid Brännesvik (G 749) – Högakull (711.01, 707)
- Länsväg F 711.01: Högakull förbindelseväg mellan (711) och (707) mot Gällaryd
- Länsväg F 713: Värmeshult (709) – Mossaryd (714)
- Länsväg F 714: Bor (Rv27, 689) – Mossaryd (713) – Målaköp (717) – Ekeberg (709) – Gällaryd (707)
- Länsväg F 717: Målaköp (714) – Gimarp (718) – Oxafällan (723)
- Länsväg F 718: Gimarp (717) – Björkelund (723)
- Länsväg F 719: Kronobergs läns gräns vid Dammabro (G 751) – Gripenberg (707)
- Länsväg F 720: Kronobergs läns gräns vid Flathalla (G 750) – Pytthemmet (723)
- Länsväg F 721: Kronobergs läns gräns vid Ivarsbygget (G 752) – Möcklehult (723)
- Länsväg F 722: Nederby (127) – Hindsekind
- Länsväg F 723: Rönnhult (127) – Oxafällan (717) – Björkelund (718) – Os (707, 707) – Pytthemmet (727, 720) – Möcklehult (721 – 728) – Kronobergs läns gräns vid Möcklehult (G 760) samt Kronobergs läns gräns öster Möcklehult (G 760) – N Lindhult (730) – Kronobergs läns gräns vid Hökalunden (G 760)
- Länsväg F 726: Brunstorp (707) – Råhult (127)
- Länsväg F 727: Pytthemmet (723) – Sandvik (731) – Långö (732)
- Länsväg F 728: Möcklehult (723) – Slättö (729) – Modal (731) – Föreberg (Rv30)
- Länsväg F 729: Slättö (728) – Boda – Bodaryd (Rv30)
- Länsväg F 730: Kronobergs läns gräns vid Lindhult (G 758) – N Lindhult (723)
- Länsväg F 731: Sandvik (727) – Modal (728)
- Länsväg F 732: Nydala (127) – Långö (727) – Klinthult – Söndra (enskild väg mot Släthult) – G:a Hjälmseryd (732.01, Rv30)
- Länsväg F 732.01: väg till G:a Hjälmseryds kyrka (732)
- Länsväg F 733: väg till Nydala kyrka (127)
- Länsväg F 734: Rydaholm (697, 698) – Nederled (696, 692) – Kungsholmen (691) – L Os (703) – Slättebrohult (693, 704) – Elsegärde (Rv27). Genom Rydaholm: V Storgatan
- Länsväg F 740: Kronobergs läns gräns vid Kullen (G 761) – Rörvik (744)
- Länsväg F 742: Kronobergs läns gräns vid Löneslätt (G 875) – Göljaryd (745) – Svältestorp (744)
- Länsväg F 743: Kronobergs läns gräns vid Portaryd (G 886) – Kännestubba (744)
- Länsväg F 744: Nya Hjälmseryd (Rv30) – Rörvik (740) – Rörvik (756) – Svältestorp (742, 757) – Kännestubba (743, 758) – Frisnäs (759)
- Länsväg F 745: Kronobergs läns gräns vid Skog (G 885) – Göljaryd (742)
- Länsväg F 747: Kronobergs läns gräns vid Hysingen (G 902) – Ramkvilla (749) – Ramsjön (748) – Höreda (753) – Bäckaby kyrka (755) – Bäckaby (772) – Årset (760, 768) – Landsbro (877)
- Länsväg F 748: Hörnebo (760) – Ramsjön (747)
- Länsväg F 749: Kronobergs läns gräns vid Eskås (G 903) – Hörjesås (750) – Ramkvilla (747)
- Länsväg F 750: Hörjesås (749) – Granshult (751) – Sandsberg (752) – S Solberga (753)
- Länsväg F 751: Granshult (750) – Lökaryd (752)
- Länsväg F 752: Sandsberg (750) – Lökaryd (751) – Kronobergs läns gräns söder Boskvarn (G 977)
- Länsväg F 753: Höreda (747) – S Solberga (750) – Lida (755) – Korsberga (Rv31)
- Länsväg F 755: Bäckaby kyrka (747) – Lida (753)
- Länsväg F 756: Rörvik (744) – Stockaryd (761)
- Länsväg F 757: Svältestorp (744) – enskild väg mot Hultsjö kyrka (Häggatorp) – Sjöstorp (761)
- Länsväg F 758: Kännestubba (744) – Berg (764) – Björnskog (761)
- Länsväg F 759: Huluboda (760) – Frisnäs (744) – Hultsjö (764)
- Länsväg F 760: Kronobergs läns gräns vid Bråteberg (G 887) – Hörnebo (748) – Huluboda (759) – Årset (747)
- Länsväg F 761: G:a Hjälmseryd (Rv30) – Stockaryd (763, 756) – Sjöstorp (757) – Björnskog (758) – Hjärtlanda (765, 766) – Sävsjö (767, 768, 761.01, 825). Genom Sävsjö: Hjärtlandavägen – Odengatan. Sävsjö kommun väghållare.
- Länsväg F 761.01: Sävsjö förbindelseväg mellan (761) och (127): Parallellgatan – Smedgatan. Sävsjö kommun väghållare.
- Länsväg F 763: Vrigstad (127) – Stockaryd (761)
- Länsväg F 764: Berg (758) – Hultsjö (759) – Skepperstad (768)
- Länsväg F 765: väg till Hjärtlanda kyrka (761)
- Länsväg F 766: Hjärtlanda (761) – Sneppen (768)
- Länsväg F 768: Årset (747) – Skepperstad (764, 769) – Sneppen (766) – Sävsjö (761). Genom Sävsjö: Skepperstadsvägen. Sävsjö kommun väghållare.
- Länsväg F 769: Skepperstad (768) – Hulta (127)
- Länsväg F 772: Bäckaby (747) – Myresjö (877)
- Länsväg F 773: Hult (Rv31) – Simnatorp (774) – Myresjö (877)
- Länsväg F 774: Simnatorp (773) – Bråtåkra (Rv31)
- Länsväg F 775: Kronobergs läns gräns öster Boskvarn (G 979) – Milletorps järnvägsstation
- Länsväg F 776: Kronobergs läns gräns vid Boaskögle kvarn (G 974) – Lemmhult (778) – Byestad (779) – Korsberga (Rv31)
- Länsväg F 777: Kronobergs läns gräns vid Horseryd (G 975) – Näshult (125)
- Länsväg F 778: Lemmhult (776) – Hästeryd (125)
- Länsväg F 779: Byestad (776) – Nye kyrka (125)
- Länsväg F 780: Näshult (125) – Stenberga (782)
- Länsväg F 781: Stenberga (782) – Kalmar läns gräns vid Björneström (H 663)
- Länsväg F 782: Farstorp (125) – Stenberga (780, 781) – Kalmar läns gräns vid Ulvarp (H 679)
- Länsväg F 784: Lindås (125) – Alseda (Rv47)
- Länsväg F 785: Karlsjö (125) – Alseda (Rv47)
- Länsväg F 786: Täppesås (125) – Gölberga (787) – Byestad (788) – Repperda (Rv47)
- Länsväg F 787: Gölberga (786) – Skirö (788) – Karintorp (789) – Tälläng (Rv47)
- Länsväg F 788: Skirö (787) – Byestad (786)
- Länsväg F 789: Karintorp (787) – Kalmar läns gräns vid Tobro (H 680)
- Länsväg F 799: Vaggeryd (846, 812) – Hok (Rv30). Genom Vaggeryd: Hokvägen. Delen väg 846 – vändplats för asfaltupplag strax innanför gräns för detaljplanelagt område. Vaggeryds kommun väghållare.

## 800–899
- Länsväg F 800: Hörle (846) – Fryele (801, 801) – Nybygget (127)
- Länsväg F 801: Björketorp (127) – Fryele (800, 800) – Fagerhult (803)
- Länsväg F 802: Sölje (127) – Gräshult (803)
- Länsväg F 803: Klevshult (trafikplats Klevshult) (846, E4) – Rösberga åbro (805) – Fagerhult (801) – Gräshult (802) – Hagshults kyrka (804) – Nydala (127)
- Länsväg F 804: Hagshults kyrka (803) – Starkeryd (805) – Tofteryd (806) – Ekhult (810) – Fastorp (807) – Vaggeryds gård (812)
- Länsväg F 805: Rösberga åbro (803) – Starkeryd (804)
- Länsväg F 806: Skillingaryd (trafikplats Skillingaryd södra) (E4, 152) – Skillingaryds skjutfält (807) – Tofteryd (804)
- Länsväg F 807: Skillingaryds skjutfält (806) – Fastorp (804)
- Länsväg F 808: Nydala (127) – Kinnebro (Rv30)
- Länsväg F 810: Ekhult (804) – Fiskaby (Rv30)
- Länsväg F 812: Vaggeryd (799) – Vaggeryds gård (804) – Svenarum (Rv30)
- Länsväg F Delen väg 799 – väg 804. Vaggeryds kommun väghållare.
- Länsväg F 815: Byarums kyrka (846) – Getamon (Rv30)
- Länsväg F 816: Svenarum (Rv30) – Brunseryd (818)
- Länsväg F 817: Hok (Rv30) – Malmbäck (818)
- Länsväg F 818: Stenshult (127) – Vakås (821) – Brunseryd (816) – Malmbäck (817, 820, 818.01, 836). Genom Malmbäck: Svenarumsvägen – Kyrkogatan
- Länsväg F 818.01: Malmbäck förbindelseväg mellan (818) och (836) mot Ödestugu.
- Länsväg F 819: N Ljunga kyrka (767, 825) – Nöbbele (127)
- Länsväg F 820: Komstad (825, 821) – Bringetofta kyrka (823) – enskild väg mot Götestorp – Malmbäck (818). Genom Malmbäck: Lyckevägen. Högsta vägen i Götaland (360 m ö.h.).
- Länsväg F 821: Komstad (820) – Vakås (818)
- Länsväg F 822: Skrapstad (871) – Forsa (823) – Hjärtsöla (826) – Holma (833) – Åkersberga (834)
- Länsväg F 823: Bringetofta kyrka (820) – Forsa (822)
- Länsväg F 825: N Ljunga kyrka (819, 767) – Galgbacken (127) – Komstad (820) – Sävsjö (870, 871, 761, 128). Genom Sävsjö: Vrigstadvägen – Ljungagatan – Västra Järnvägsgatan – Odengatan – Storgatan – Eksjöhovgårdsvägen. Sävsjö kommun väghållare.
- Länsväg F 826: N Sandsjö (128) – Bodafors (834) – Hjärtsöla (822) – Almesåkra (833) – Stolpen (836) – N Hiarum (843) – Sniparp (839) – Finntorp (850) – Sjöberg (837) – Tenhult (842) – Tenhult (931) Genom Tenhult:Centrumvägen
- Länsväg F 830: Slättefall (834) – Möcklamo (128)
- Länsväg F 831: Grimstorps järnvägsstation (834) – Möcklamo (128)
- Länsväg F 832: St. Äskås (128) – Bodanäs (859)
- Länsväg F 833: Almesåkra (826) – Holma (822)
- Länsväg F 834: Bodafors (826) – Slättefall (830) – Grimstorp (831) – Fågelleken (859) – Åkersberga (822) – Vattenverksgatan i Nässjö – Nässjö (860). Nässjö kommun väghållare.
- Länsväg F 835: Hokadal (Rv30) – Ödestugu (836)
- Länsväg F 836: Krokavadet (Rv30) – Ödestugu (835, 837) – Gladebo (840) – Malmbäck (818.01, 839, 818) – Stolpen (826) – Fredriksdal (854, 836.01) – Nässjö (852, 860). Genom Nässjö: Fredriksdalsvägen – Brogatan. Nässjö kommun väghållare.
- Länsväg F 837: Ödestugu (836) – Sjöberg (826)
- Länsväg F 839: Malmbäck (836) – Viresjö (840) – Sniparp (826)
- Länsväg F 840: Gladebo (836) – Viresjö (839)
- Länsväg F 842: Barnarp (846) – Mjälaryd (844) – Tenhult (826). Genom Tenhult: Mjälarydsvägen
- Länsväg F 843: N Hiarum (826) – Lunnestorp (852)
- Länsväg F 844: Lovsjö (846) – Konungsö – enskild väg till Gullåkra – Mjälaryd (842)
- Länsväg F 845: Odensjö (846) – Rogberga (931)
- Länsväg F 846: Värnamo (151) – Hörle (800) – Malmbron (634) – Klevshult (trafikplats Klevshult) (803) – Klevshult (638) – Skillingaryd (trafikplats Skillingaryd södra) (846.05) – Skillingaryd (640, 645) – Skillingaryd (cirkulationsplats vid trafikplats Skillingaryd norra) (846.02) – Vaggeryd (654, 799) – Förborgen (645) – Byarum (815, 649) – Kolarebygget (647) – Stigamo (846.03) – Hyltena (trafikplats Hyltena) (846.04) – Lovsjö (844) – Barnarp (842, 661) – Odensjö (845) – Jönköping (trafikplats Råslätt) (846.01, E4, 659) – Jönköping (Plogvägen). Genomfart Värnamo: Jönköpingsvägen; Skillingaryd: Södra vägen – Storgatan; Vaggeryd: Jönköpingsvägen; Jönköping: Värnamovägen. Jönköpings kommun väghållare mellan Södra Stigamo – Lovsjö (844) – Barnarp (842) och Jönköping (Plogvägen). Delen korsningen söder om Skillingaryds tätort (väg 846.05) – väg 645 norr om Vaggeryds tätort. Vaggeryds kommun väghållare.
- Länsväg F 846.01: Jönköping (trafikplats Råslätt) förbindelseväg mellan (E4) och (846). Endast för trafik i riktning mot Råslätt. Jönköpings kommun väghållare.
- Länsväg F 846.02: Skillingaryd (trafikplats Skillingaryd norra) förbindelseväg mellan (846) och (E4)
- Länsväg F 846.03: Stigamo förbindelseväg mellan (Rv30) och (846)
- Länsväg F 846.04: Hyltena (trafikplats Hyltena) förbindelseväg mellan (E4) och (846). Delen väg 846 – ramper i trafikplats Hyltena – Jönköpings kommun väghållare
- Länsväg F 846.05: Skillingaryd (trafikplats Skillingaryd södra) förbindelseväg mellan (152) och (846)
- Länsväg F 850: Finntorp (826) – Forserum (trafikplats Stenseryd) (Rv31, Rv40, Rv47) – Forserum (931)
- Länsväg F 851: Gunnestorp (931) – Forserums kyrka
- Länsväg F 852: Axlarp (Rv31, Rv40, Rv47) – Lunnestorp (843, 854) – Nässjö (836)
- Länsväg F 854: Lunnestorp (852) – Fredriksdal (836)
- Länsväg F 855: Björnholmen (931) – 300 m nordöst om Ängs järnvägsstation – Bästhult (931)
- Länsväg F 859: Fågelleken (834) – Bodanäs (832) – Hultarp (860)
- Länsväg F 860: Rödjenäs (Rv31, Rv40, Rv47, 886) – Stensjön (128) – Stensjön (cirkulationsplats 128) – Sonarp (889) – Hultarp (859, 888) – Nässjö (834) – Nässjö (trafikplats Nässjö norra) (Rv31, Rv40, Rv47). Genomfart: Nässjö Isåsavägen – Handskerydsvägen – Rådhusgatan – Brogatan – Mariagatan – Bangårdsgatan – Rådhusgatan – Gamlarpsvägen – Jönköpingsvägen. Nässjö kommun väghållare.
- Länsväg F 869: Sävsjö (128) – Torset (127)
- Länsväg F 870: Mejensjögatan (127, 825). Sävsjö kommun väghållare.
- Länsväg F 871: Sävsjö (825) – Skrapstad (822) – Mo (128). Genom Sävsjö: Västra Järnvägsgatan. Sävsjö kommun väghållare.
- Länsväg F 873: Sandsjöfors (128) – Nävelsjöås (882)
- Länsväg F 874: Hulta (127) – Rödja (875)
- Länsväg F 875: Grönelid (127) – Rödja (874) – Prinsnäs (882 – N Sandsjö (128)
- Länsväg F 876: Lannaskede (877) – Svartåsen (127) – Åhult (127) – Nävelsjö (879)
- Länsväg F 877: Grönelid (127) – Lannaskede (876) – Landsbro (747) – Myresjö (772, 773, 878) – Gransbo (127) – Hällinge (878, 881) – Vetlanda (127)
- Länsväg F 878: Myresjö (877) – Hjältaryd (127) – Hällinge (877)
- Länsväg F 879: Nävelsjö (127, 876) – Mosås (880) – Naglarp (882)
- Länsväg F 880: Mosås (879) – N Runneryd (882)
- Länsväg F 881: Hällinge (877) – Bo (881.01, 882)
- Länsväg F 881.01: Bo förbindelseväg mellan (881) och (882) mot Björkeryd
- Länsväg F 882: Prinsnäs (875) – Nävelsjöås (873) – Naglarp (879) – St Bökarp (884) – N Runneryd (880) – Bo (881, 881.01) – Björkeryd (Rv31, Rv47)
- Länsväg F 883: Stationsgatan i Ekenässjöns samhälle (Rv31, Rv47)
- Länsväg F 884: St Bökarp (882) – Björköby (885, 886)
- Länsväg F 885: Björkeby förbindelseväg mellan (884) och (886) mot Lygneshult
- Länsväg F 886: Rödjenäs (860) – Grebo (890) – Björköby (884, 885) – Lygneshult (Rv31, Rv47)
- Länsväg F 888: Hultarp (860) – Gissebäck (889) – Gisshult (Rv31, Rv40, Rv47)
- Länsväg F 889: Sonarp (860) – Gissebäck (888)
- Länsväg F 890: Grebo (886) – Torp (Rv31, Rv47) – Ryningsholm (892)
- Länsväg F 892: Eldstorp (128) – Övrabo (vid Prostorp) – enskild väg till Förenäs – enskild väg till Stora Mosshemmet (friluftsgård) – Ryningsholm (Rv32)
- Länsväg F 893: Kvarnarp (894) – Eksjö (Rv40). Genom Eksjö: Vetlandavägen. Eksjö kommun väghållare.
- Länsväg F 894: Vetlanda (cirkulationsplats Vetlanda centrum) (Rv31, Rv47) – Värneslätt (905) – Värne (906) – enskild väg mot Björnåsa (vid Björnåsa mosse) – Markestad (908) – Höreda kyrka (909) – Kvarnarp (893, Rv32)
- Länsväg F 895: Sjunnen (Rv47) – Skede (896, 906) – Ekekull (907) – Brostugan (914) – Stallarp (911, 915) – Bellö (895.01, 918) – Hjältevad (895.02, Rv40)
- Länsväg F 895.01: Bellö förbindelseväg mellan (895) och (918) mot Kråkshult
- Länsväg F 896: Holsbybrunn (Rv47) – Skede (895)
- Länsväg F 897: Aspö (Rv47) – Tjusthult (901) – Knivshult (920) – Karlstorp (918, 902, 903) – Gullegärde (923) – Hässleby gård (919) – Mariannelund Hässleby kyrka (cirkulationsplats 40, 1042)
- Länsväg F 899: Repperda (Rv47) – Ökna (901) – Pauliström (900) – Svenarp (902) – Hässlehult (904) – Kalmar läns gräns vid Sällevadsbro (H 683)

## 900–999
- Länsväg F 900: Kvillsfors (Rv47) – Kvillsfors (901) – Pauliström (899)
- Länsväg F 901: Kvillsfors (900) – Ökna (899) – Tjusthult (897)
- Länsväg F 902: Svenarp (899) – Karlstorp (897)
- Länsväg F 903: Kalmar läns gräns vid Nytorp (H 684) – Östertorp (904, 904) – Karlstorp (897)
- Länsväg F 904: Hässlehult (899) – Östertorp (903, 903) – Kalmar läns gräns vid Kvarnö (H 702)
- Länsväg F 905: Bränsmåla (Rv32) – Värneslätt (894)
- Länsväg F 906: Skede (895) – Ämmingarp (907) – Värne (894)
- Länsväg F 907: Ämmingarp (906) – Ekekull (895)
- Länsväg F 908: Rävla (Rv32) – Markestad (894)
- Länsväg F 909: Ryningsholm (Rv32) – Höreda kyrka (894)
- Länsväg F 910: Markestad (894) – Granshult (911)
- Länsväg F 911: Stallarp (895) – Kianäs (912) – Östraby (912) – Granshult (910) – Hult (Rv40)
- Länsväg F 912: Kianäs (911) – Sjöbron (913) – Östraby (911)
- Länsväg F 913: Sjöbron (912, 918) – Smedhem (Rv40)
- Länsväg F 914: Brostugan (895) – Fagerhult (915, 920) – L Bjälkerum (916) – St Kråkshult (918)
- Länsväg F 915: Stallarp (895) – Fagerhult (914)
- Länsväg F 916: L Bjälkerum (914) – Hässleberg (918)
- Länsväg F 918: Sjöbron (913) – Bellö (895, 895.01) – Hässleberg (916) – Kråkshult (919) – St Kråkshult (914) – Karlstorp (897)
- Länsväg F 919: Kråkshult (918) – Hässleby gård (897)
- Länsväg F 920: Knivshult (897) – Fagerhult (914)
- Länsväg F 921: väg till Ingatorps järnvägsstation (1039, Rv40)
- Länsväg F 922: väg till Vallnäs järnvägsstation (Rv40)
- Länsväg F 923: Kalmar läns gräns vid Katebo (H 703) – Gullgärde (897)
- Länsväg F 924: väg till Mariannelunds järnvägsstation (Rv40)
- Länsväg F 926: Nye bro (129) – Kalmar läns gräns vid Nye bro (H 706)
- Länsväg F 931: Rogberga (trafikplats Rogberga) (Rv31, Rv40, Rv47) – Rogberga kyrka (845) – Tenhult (trafikplats Tenhult) (943) – Öggestorp (trafikplats Öggestorp) (945) – Stenslabo (946) – Gunnestorp (947, 851) – Forserum (850) – Alarp (948) – Björnholmen (855, 949) – Bästhult (855, 950) – Nässjö gamla kyrka (951) – Gamlarp (trafikplats Gamlarp) (Rv31, Rv40, Rv47)
- Länsväg F 941: Fällan (946) – V Höreda (947)
- Länsväg F 942: Åkarp (Rv31, Rv40, Rv47) – Huskvarna (943). Genom Huskvarna: Rogbergavägen – Tormenåsgatan. Jönköpings kommun väghållare
- Länsväg F 943: Tenhult (931) – Tenhult (trafikplats Tenhult) (Rv31, Rv40, Rv47) – Huskvarna (942, 944, 943.01, 132). Genom Tenhult: Huskvarnavägen. Genom Huskvarna: Tenhultsvägen – Storgatan – Jönköpingsvägen – Vättergatan. Jönköpings kommun väghållare.
- Länsväg F 943.01: Huskvarna förbindelseväg mellan (trafikplats Huskvarna södra) (132) och (943). Jönköpings kommun väghållare.
- Länsväg F 944: Huskvarna (943) – Stensholm (cirkulationsplats 132, 985) (Hakarpsvägen). Jönköpings kommun väghållare.
- Länsväg F 945: Öggestorp (931) – Uddebo (946)
- Länsväg F 946: Stenslabo (931) – Uddebo (945) – Fällan (941) – Lekeryd (132)
- Länsväg F 947: Gunnestorp (931) – Höreda (941) – Norrgården (132)
- Länsväg F 948: Alarp (931) – Källeryd (949)
- Länsväg F 949: Björnholmen (931) – Källeryd (950, 948) – Sundsholm (132)
- Länsväg F 950: Bästhult (931) – Källeryd (949)
- Länsväg F 951: Nässjö gamla kyrka (931) – Stenkar (958) – Nöden (959) – Förås (963) – Mölarp (961) – Tingshall (960) – Bålkasten (964)
- Länsväg F 953: Nässjö (trafikplats Nässjö östra) (Rv31, Rv40, Rv47) – Hunseberg (954) – Solberga (959). Genom Nässjö: Bangårdsgatan – Anneforsvägen. Nässjö kommun väghållare.
- Länsväg F 954: Hunseberg (953) – Kättstorp (955) – Smålands Anneberg (959)
- Länsväg F 955: Kättstorp (954) – Holmasågen (957)
- Länsväg F 956: Gisshult (Rv31, Rv40, Rv47) – Lönås (Rv40)
- Länsväg F 957: Lida (Rv40) – Ormaryd (957.01) – Holmasågen (955) – N Solberga (959)
- Länsväg F 957.01: väg till Ormaryds järnvägsstation (957)
- Länsväg F 958: Sund (132) – Stenkar (951)
- Länsväg F 959: Nöden (951) – Solberga (963, 953) – Sm Anneberg (954) – N Solberga (964, 957) – Eksjö (trafikplats Eksjö norra) (Rv32)
- Länsväg F 961: Mölarp (951) – Flisby (960) – Aneby (132)
- Länsväg F 963: Solberga (959) – Förås (951)
- Länsväg F 964: N Solberga (959) – Flisby kyrka (965) – Bålkasten (951) – Brötjehaga (967) – Sunneränga (Rv32)
- Länsväg F 965: Flisby kyrka (964) – Ro (Rv32)
- Länsväg F 967: Brötjehaga (964) – Aneby (967.01, 970, 971). Genom Aneby: Storgatan
- Länsväg F 967.01: Aneby förbindelseväg mellan (132) och (967)
- Länsväg F 969: väg till godsmagasin vid Aneby järnvägsstation (971) (Industrigatan)
- Länsväg F 970: väg till Aneby järnvägsstation (967): Skolgatan
- Länsväg F 971: Aneby (132, 976) – Industrigatan (969) – Storgatan (967) – Stalpet (978) – Blå grindar (Rv32). Genom Aneby: Jönköpingsvägen – Köpmansgatan – Storgatan
- Länsväg F 972: Hestra (132) – Svarttorp (973, 986)
- Länsväg F 973: Svarttorp (972) – Svenstorp (974)
- Länsväg F 974: Renstorp (132) – Svenstorp (973) – Ryd (975) – Vireda (986)
- Länsväg F 975: Ryd (974) – Bälard (132)
- Länsväg F 976: Aneby (971) – Hullaryd (986). Genom Aneby: Grännavägen
- Länsväg F 977: väg till Marbäcks kyrka (Rv32)
- Länsväg F 978: Fridhem (979) – Stalpet (971)
- Länsväg F 979: Karlsborg (986) – Fridhem (978) – Frinnaryd – Frinnaryds kyrka (981, 982) – Sundhultsbrunn (Rv32)
- Länsväg F 981: väg förbi Frinnaryds kyrka (979, 982)
- Länsväg F 982: Frinnaryds kyrka (979, 981) – Gripenberg (133)
- Länsväg F 983: Huskvarna (132) – Hakarp (985) (Smedstorpsgatan – Fagerslättsvägen) Jönköpings kommun väghållare.
- Länsväg F 985: Stensholm (cirkulationsplats 132, 944) – Hakarp (983) – enskild väg mot Bockamålen – enskild väg mot Pukhemmet – Ramsjöholm (988)
- Länsväg F 986: Lekeryd (132) – Svarttorp (972, 988) – Haurida (992) – Vireda (974, 997) – Hullaryd (976, 998) – Karlsborg (979) – Linderås (133)
- Länsväg F 987: Gisebo (993) – Kaxholmen (993)
- Länsväg F 988: Svarttorps kyrka (986) – Ramsjöholm (985) – Hallen (989) – Siringe (993)
- Länsväg F 989: Skärstad (993) – Hallen (988)
- Länsväg F 990: Vättersmålen (trafikplats Vättersmålen) (E4) – Ölmstads kyrka (990.01) – Ölmstad (993)
- Länsväg F 990.01: väg till Ölmstads kyrka (990)
- Länsväg F 991: Ölmstad (cirkulationsplats 993) – Bunn (992) – Kieryd (997)
- Länsväg F 992: Haurida (986) – Bunn (991)
- Länsväg F 993: Huskvarna (trafikplats Huskvarna norra) (132.01) – Gisebo (987) – Kaxholmen (987) – Skärstad (989) – Siringe (988) – Ölmstad (cirkulationsplats 990, 991) – Gränna (trafikplats Gyllene Uttern) (E4) – Gränna (trafikplats Gränna) (E4, 133) – Gränna (1020) – Uppgränna (1008) – Östergötlands läns gräns vid Narbäcken (E 918). Genom Gränna: Jönköpingsvägen – Brahegatan – Ödeshögsvägen. Jönköpings kommun väghållare.
- Länsväg F 997: Vireda (986) – Kieryd (991) – Åsa (133)
- Länsväg F 998: Hullaryd (986) – Adelövs marknadsplats (133) – Adelöv (1004) – Duvebo (1008) – Östergötlands läns gräns vid Ulvsbo (E 502)
- Länsväg F 999: Näs – Mellersta gravfältet (1000) – Tunnerstad (1001) – Ed på Visingsö

## 1000–1099
- Länsväg F 1000: Mellersta gravfältet (999) – Kungsgården (1001) på Visingsö (den s.k. Rysslandsvägen)
- Länsväg F 1001: Tunnerstad (999) – Kungsgården (1000) – Visingsö hamn
- Länsväg F 1004: Nostorp (133) – Adelöv (998)
- Länsväg F 1005: Kapela (133) – Tärenäs (133)
- Länsväg F 1006: Linderås (133) – Rosendal (1008) – Östergötlands läns gräns vid Skruvhult (E 504)
- Länsväg F 1007: väg till och förbi järnvägsstation i Gripenberg (133, 133)
- Länsväg F 1008: Uppgränna (993) – Duvebo (998) – Rosendal (1006) – Snällebo (1013) – Tranås (trafikplats Höganloft) (Rv32)
- Länsväg F 1009: Tranås (trafikplats Tranås norra) (Rv32, 131) – Östergötlands läns gräns vid Rödjesjön (E 507)
- Länsväg F 1011: Sommen (Rv32) – Östergötlands läns gräns nordväst Sommen (E 510)
- Länsväg F 1012: Tranås (trafikplats Tranås södra) (Rv32) – Tranås (1047, 1013, 131). Genom Tranås: Säbyvägen – Storgatan. Tranås kommun väghållare.
- Länsväg F 1013: Tranås (1012) – Snällebo (1008). Genom Tranås: Ängarydsgatan – Grännavägen. Tranås kommun väghållare.
- Länsväg F 1020: Amiralsvägen jämte vändslinga på hamnplanen i Gränna hamn (993). Jönköpings kommun väghållare.
- Länsväg F 1030: Eksjö (Rv40) – Narebo (1034). Genom Eksjö: Regementsgatan – Ydrevägen – Skurugatavägen. Eksjö kommun väghållare.
- Länsväg F 1034: Hult (Rv40) – Hults järnvägsstation (1035) – Narebo (1030) – Östergötlands läns gräns vid Häradssjön (E 527)
- Länsväg F 1035: Hult järnvägsstation (1034) – Bogård (Rv40)
- Länsväg F 1036: Bruzaholm (Rv40) – Härstorp (1037) – Östergötlands läns gräns vid Gluggebo (E 532)
- Länsväg F 1037: Östergötlands läns gräns vid Arkarp (E 526) – Härstorp (1036) – Boda (1038) – Ingatorp (1039)
- Länsväg F 1038: Hjältevad (Rv40) – Boda (1037)
- Länsväg F 1039: Ingatorp (1041, 921, 1039.01, 1039.02, 1037) – Slammarp (1040) – Östergötlands läns gräns vid Andersbo grind (E 531)
- Länsväg F 1039.01: Ingatorp förbindelseväg mellan (Rv40) och (1039.02, 1039): Brogatan
- Länsväg F 1039.02: Ingatorp förbindelseväg mellan (1039.01) och (1039) mot Slammarp: Kyrkogatan
- Länsväg F 1040: Slammarp (1039) – Östergötlands läns gräns vid Kimmarp
- Länsväg F 1041: Ingatorp (1039) – Kalmar läns gräns vid Karlsbo (H 813)
- Länsväg F 1042: Mariannelund Hässleby kyrka (cirkulationsplats 40, 897) – Linnaryd
- Länsväg F 1043: väg till Hässleby sjukhus (Rv40)
- Länsväg F 1044: Mobacka (134) – Askeryd (1046, 1045) – Dumstorp (1047) – N Holma (1048) – Östergötlands läns gräns vid V Lägern (E 552)
- Länsväg F 1045: Kålhester (134) – Konungsäng – Lindkulla – Askeryd (1044)
- Länsväg F 1046: Bredestads kyrka (Rv32, 132) – Askeryd (1044)
- Länsväg F 1047: Dumstorp (1044) – Bordsjö (1048) – Hälla (1049) – Gunnarsmålen (1050) – Björnklo (1053) – Tranås (1012). Genom Tranås: Majmålavägen – Hjälmarydsvägen. Tranås kommun väghållare.
- Länsväg F 1048: Blå grindar (Rv32) – Bordsjö (1047) – N Holma (1044)
- Länsväg F 1049: Hälla (1047) – Östergötlands läns gräns vid Lilla Skärsjön (E 553)
- Länsväg F 1050: Sundhultsbrunn (Rv32) – Gunnarsmålen (1047)
- Länsväg F 1051: väg till Säby kyrka (Rv32)
- Länsväg F 1053: Björnklo (1047) – Sjöarp (131)

## 1700–1799
- Länsväg F 1779: Kärnekulla (1819) – Habo (1819.01) – Klingekärr (195). Habo kommun väghållare.
- Länsväg F 1782: Bjurbäck (671) – Bönared (185)
- Länsväg F 1783: Västra Götalands läns gräns vid Valshalla (O 1876) – Munkebo (671)
- Länsväg F 1784: Munkebo (671) – Ryfors (1785, 1785) – Broholm (Rv26, Rv47)
- Länsväg F 1785: Västra Götalands läns gräns vid Bäckanäs (O 1884) – Ryfors (1784, 1784) – Stråken (185)
- Länsväg F 1785.01: grenväg mot Sandhem
- Länsväg F 1786: väg till och förbi Nykyrka kyrka (1789, 1789)
- Länsväg F 1787: L Härstorp (Rv26, Rv47) – Sandhem (1788, 1791) – Västra Götalands läns gräns vid Ödegärdet (O 2787)
- Länsväg F 1788: Sandhem (1787) – Sandhems kyrka (1788.01, 1788.01) – Ljunghem (1790) – Flatholmen (Rv47)
- Länsväg F 1788.01: väg till och förbi Sandhems kyrka (1788, 1788)
- Länsväg F 1789: Mullsjö (cirkulationsplats 26, Rv47, 185) samt Mullsjö (cirkulationsplats 1819, 1786, 1834, 1786) – St Gålleryd (Rv26, Rv47)
- Länsväg F 1790: Ljunghem (1788) – Slättäng (Rv47)
- Länsväg F 1791: Västra Götalands läns gräns vid Brockslema (O 2792) – Sandhem (1787)
- Länsväg F 1794: Västra Götalands läns gräns vid Magården (O 2794) – Västra Götalands läns gräns vid Aspelund (O 2794)

## 1800–1899
- Länsväg F 1815: Tuvebo (Rv26, Rv47) – Habo kyrka (678, 1823, 1817) – Grönhult (1819)
- Länsväg F 1816: Ljunga (Rv26, Rv47) – Lerbo (1817)
- Länsväg F 1817: V Bäckebo (Rv26, Rv47) – Hökesjön (1818) – Lerbo (1816) – Habo kyrka (1815)
- Länsväg F 1818: Hökesjön (1817) – Julared (1819)
- Länsväg F 1819: Mullsjö (cirkulationsplats 1789) – Julared (1818) – Ebbarp (1822) – L Gölhult (1815) – Kvill (1829, 1824) – Habo (1823, 1819.01, 1828, 1779) – Kärnekulla (cirkulationsplats 195)
- Länsväg F 1819.01 Habo (1819, 1779). Habo kommun väghållare.
- Länsväg F 1822: Ebbarp (1819) – Luktenborg (1829)
- Länsväg F 1823: Habo kyrka (1815, 1827) – St Hallebo (1824) – Habo (1819)
- Länsväg F 1824: St Hallebo (1823) – Kvill (1819)
- Länsväg F 1827: Habo kyrka (1823) – L Bränninge (1828) – Habo (1819)
- Länsväg F 1828: L Bränninge (1827) – Habo (1819). Habo kommun väghållare
- Länsväg F 1829: Kvill (1819) – St Gölhult (1830) – Luktenborg (1822) – Åsebygd (1831) – Västra Götalands läns gräns vid Vitared (O 2829)
- Länsväg F 1830: St Gölhult (1829) – Gustav Adolfs kyrka (1831)
- Länsväg F 1831: Åsebygd (1829) – Gustav Adolf kyrka (1830) – Starbäck (1832) – Källebäcken (195)
- Länsväg F 1832: Simonstorp (195) – Starbäck (1831)
- Länsväg F 1834: Mullsjö (1789) – Västra Götalands läns gräns vid Knutsatorpet (O 2834)
- Länsväg F 1835: Broholm (Rv26, Rv47) – Utvängstorp (1836) – Utvängstorp (1835.01) – Västra Götalands läns gräns vid Backen
- Länsväg F 1835.01: väg till Utvängstorps kyrka
- Länsväg F 1836: Slättäng (Rv26) – Utvängstorp (1835)
- Länsväg F 1837: Nyholm (Rv26) – Västra Götalands läns gräns vid Bohus (O 2837) – Västra Götalands läns gräns vid Skarpemo (O 2837) – Västra Götalands läns gräns vid Mokvarn (O 2837)
- Länsväg F 1852: Västra Götalands läns gräns vid Hökensås (O 2852) – Brandstorps kyrka (1852.01) – Brandstorp (195)